# Finn Savery
Finn Savery (24 juli 1933) is een Deens jazzpianist en -vibrafonist, die ook actief is in de klassieke muziek.

## Biografie
Savery is een zoon van pianist en muziekleraar Carl Maria Savery (1897-1969). Tussen 1953 en 1960 studeerde hij klassieke muziek aan het Koninklijk Deens Conservatorium. Hij volgde ook de Darmstadt-vakantiecursussen en werd geïnspireerd door Pierre Boulez. Als jazzpianist en vibrafonist speelde hij in verschillende Deense jazzbands, aanvankelijk bij Max Brüel. De muziek van zijn eigen octet werd gedeeltelijk gevormd door zijn eigen composities uit de derde stroom, zoals het dualisme (1961). In 1962 regisseerde hij de uitvoeringen van de musical Teenage Love van hem en Ernst Bruun Olsen, waarvoor hij ook arrangeerde. Hij schreef composities voor theater, televisie en film, maar ook enkele seriële composities. Tijdens de jaren 1970 schreef hij de cantate Again and Again (1971), maar ook kinderliedjes. Voor zijn trilogie Ringlek, Psalm and Kringellek (1974-1977) gebruikte hij volksmelodieën. 
Als jazzmuzikant leidde hij een trio met Mads Vinding en Bjarne Rostvold, waarin hij eerst het geluid van de synthesizer en vervolgens de muziek van Airto Moreira en Milton Nascimento verkende. Hij werkte ook met Erik Moseholm en de Danish Radio Jazz Group, met Jørn Elniff en Marilyn Mazur. Als pianist speelde hij ook zijn eigen klassieke composities.

## Discografie
- 1975: New York Series
- 1978: Waveform
- 1982: Many Moments

- Bibliothèque nationale de France: cb15542252t (data)
- Gemeinsame Normdatei: 1053527721
- International Standard Name Identifier: 0000 0000 2692 5184
- Library of Congress Control Number: n82145605
- Nationale Bibliotheek van Letland: 000278068
- MusicBrainz: 39cd2cac-0171-45bc-991c-4800a9a77c57
- Nationale Bibliotheek van Israël: 987007327275505171
- Système universitaire de documentation: 156838923
- Virtual International Authority File: 44614274
- WorldCat: E39PBJwhwJ3qPRH6bcMYRcCRKd